# Chiesa di San Matteo Maggiore al Lavinaio
(Axel Munthe, Memories and Vagaries)
La chiesa di San Matteo Maggiore al Lavinaio era una chiesa di interesse storico ed artistico di Napoli.
Fondata nel 1576, era situata in via del Lavinaio (tra vico San Matteo al Lavinaio e via Santi Quaranta), nel rione Lavinaio (quartiere Pendino), all'interno del centro storico di Napoli.

## Storia e descrizione
Già dal 1560 esisteva in zona un'immagine venerata di San Matteo in una preesistente chiesa; con la crescita del culto, nel 1576, viene fondata la nuova chiesa da Francesco Antonio Lanzetta (o Lanzura) e da Giovanni Domenico d'Anfora sotto la direzione di don Sabbatino Bosco, e riconosciuta con Bolla Papale di Sisto V (1585-1590).
Quando l'antichissima Congrega dei Battenti della Croce a Sant'Agostino fu da Ferrante I d'Aragona abolita per aver preso parte alla Congiura dei baroni (1485-1487), i confrati si divisero in due nuove Congreghe, l'una nella chiesa di San Matteo al Lavinaio, l'altra nella Chiesa di San Giovanni a Mare.
Divenne sede della Confraternita dei Bianchi disciplinati dalla Passione di Nostro Signore Gesù Cristo, per l'assistenza degli infermi, con un ricco oratorio restaurato nel 1742.
A ricordo, in sagrestia, era apposta la seguente targa marmorea:
| D.O.M. QUAE PLURIBUS AB HINC SADCULIS SODALIUM CONVOCATIONI DESTINATA DOMUS HUIC ECCLESIAE MINISTERIO ADDICTA PROPRIO EJUSDEM SODALITII AERE MULTIS HINC INDE ORNAMENTIS IN AMPLIOREM FORMAM REDACTA EST ANNO DOMINI MDCCXXXXII TIBERIO TRUGLIO LIBORIO GAUDIELLO NICOLAO GAGLIONE G.G. |

Nella chiesa di San Matteo fu creata una Compagnia di 18 laici con il fine di soccorrere i sacerdoti detenuti nel carcere della Concordia e nel bagno penale di Nisida, dove i congreganti vi si recavano l'ultima domenica di maggio e la terza di ottobre.
Durante la Repubblica Napoletana del 1799, il rettore della chiesa si schierò dalla parte sanfedista.
Nel 1804 nella carta topografica di Luigi Marchese la chiesa è denominata Chiesa della Passione di Gesù Cristo.
Nel 1910 la Congregazione di San Matteo al Lavinaio è già trasferita nella chiesa di Sant'Andrea ai Tribunali.
La chiesa fu semidistrutta durante il bombardamento statunitense del 1º agosto 1943, sul suo suolo, nel 1962, dopo il suo completo abbattimento, fu costruito un palazzo di civili abitazioni.
La chiesa aveva 7 altari:
- nella prima cappella a destra (all'Epistola) una tela con la Beata Vergine del Rosario del XVII secolo;
- nella seconda cappella a destra un quadro con l'Addolorata del XVII secolo;
- nella cappella della crociata a destra un quadro con la Meditazione di San Gaetano sotto ed un quadro con la Passione di Nostro Signore sopra;
- nella prima cappella a sinistra (al Vangelo) una cona di Sant'Antonio di Lonardo Bozzaotra, del 1632 ed un quadro con San Gennaro del XVII secolo;
- nella seconda cappella a sinistra un quadro con Sant'Anna del XVII secolo;
- nella cappella della crociata a sinistra una tela con San Giuseppe;
- sull'altare maggiore un quadro con San Matteo del XVII secolo.

Nella volta un affresco rappresentante la Gloria di San Matteo.
Una statua di San Matteo, posta sulla porta d'ingresso della chiesa, fu opera del 1625 di Francesco Iodice, che era nel 1637 uno dei consoli della Corporazione degli Scultori e Marmorari.
Il 5 ottobre 1757 i Governatori della Venerabile Congregazione di San Matteo Maggiore al Lavinaio pagano 20 ducati al virtuoso dipintore Antonio Sarnelli per le sue opere nella chiesa.
Nel 1772 altre opere furono eseguite da Mario Gioffredo.
Al piano superiore in una sala poligona, con una tela mistilinea e quattro tele ottagonali con la Vita della Madonna, precede l'oratorio, con due tele ottagone con la Pentecoste e l'Annunciazione di Maria.

## Sepolture
La chiesa di San Matteo Maggiore possedeva le seguenti (elenco non esaustivo) sepolture:
- Ignazio Vico (1707 - Napoli 11 maggio 1737), figlio di Giambattista Vico, nel cenotafìo della Congregazione di San Matteo al Lavinaio, di cui era benefattore.
- Francesco Guardati (Sorrento - Napoli 13 novembre 1799), frate benedettino e professore universitario di letteratura, fu, dal 3 giugno 1799 al 13 giugno 1799, membro della Commissione per la Coscrizione della Guardia Nazionale. Arrestato, condannato a morte dalla Giunta di Stato del Regno di Napoli, fu impiccato in piazza del Mercato il 13 novembre 1799. Il suo corpo fu tumulato nella chiesa di San Matteo Maggiore.
- Vincenzio Russo (Palma Campania 16 giugno 1770 – Napoli 19 novembre 1799), avvocato e dottore in medicina, fu, dal 1794 giacobino e attivio patriota fu Commissario Elettore del Dipartimento del Volturno e membro della Commissione Legislativa nonché Responsabile della Sala di Istruzione Pubblica della Repubblica Napoletana. Arrestato il 13 giugno 1799, condannato a morte dalla Giunta di Stato del Regno di Napoli, fu impiccato in piazza del Mercato il 19 novembre 1799. Il suo corpo fu tumulato nella chiesa di San Matteo Maggiore.